# Tamba punctistigma
Tamba punctistigma là một loài bướm đêm trong họ Noctuidae.